# Worminghall
Worminghall är en ort och civil parish i Storbritannien.   Den ligger i kommunen Buckinghamshire och riksdelen England, i den södra delen av landet, 70 km väster om huvudstaden London. Worminghall ligger 62 meter över havet och antalet invånare är 534.
Terrängen runt Worminghall är platt. Runt Worminghall är det ganska tätbefolkat, med 192 invånare per kvadratkilometer. Närmaste större samhälle är Oxford, 12,7 km väster om Worminghall. Trakten runt Worminghall består till största delen av jordbruksmark.